# USS Annapolis (SSN-760)
USS Annapolis (SSN-760) – amerykański wielozadaniowy okręt podwodny z napędem atomowym ulepszonego typu Los Angeles - Improved Los Angeles / 688i. Okręt należy do grupy jednostek 688, które obok wyposażenia w dwanaście pionowych wyrzutni pocisków manewrujących, otrzymały usprawniony system napędowy oraz zostały znacznie bardziej wyciszone względem pierwowzoru. Na skutek tych zmian, prędkość taktyczna okrętu wzrosła z 6 do 8-12 węzłów. Jako okręt zmodyfikowanej w ten sposób generacji jednostek 688i, dysponuje możliwością wystrzeliwania torped mk.48, pocisków manewrujących, a także stawiania min, poprzez wykorzystanie czterech dziobowych wyrzutni torpedowych, jak też wystrzeliwania pocisków  Tomahawk SLCM z wyrzutni  typu VLS. Jednostka o długości  110 metrów i wyporności w zanurzeniu wynoszącej 6927 długich ton, dzięki napędowi atomowemu zapewnianemu przez siłownię o mocy 30000 KM z reaktorem wodnociśnieniowym S6G, zdolna była do pływania podwodnego z prędkością 33 węzłów.